# Haddingestraat

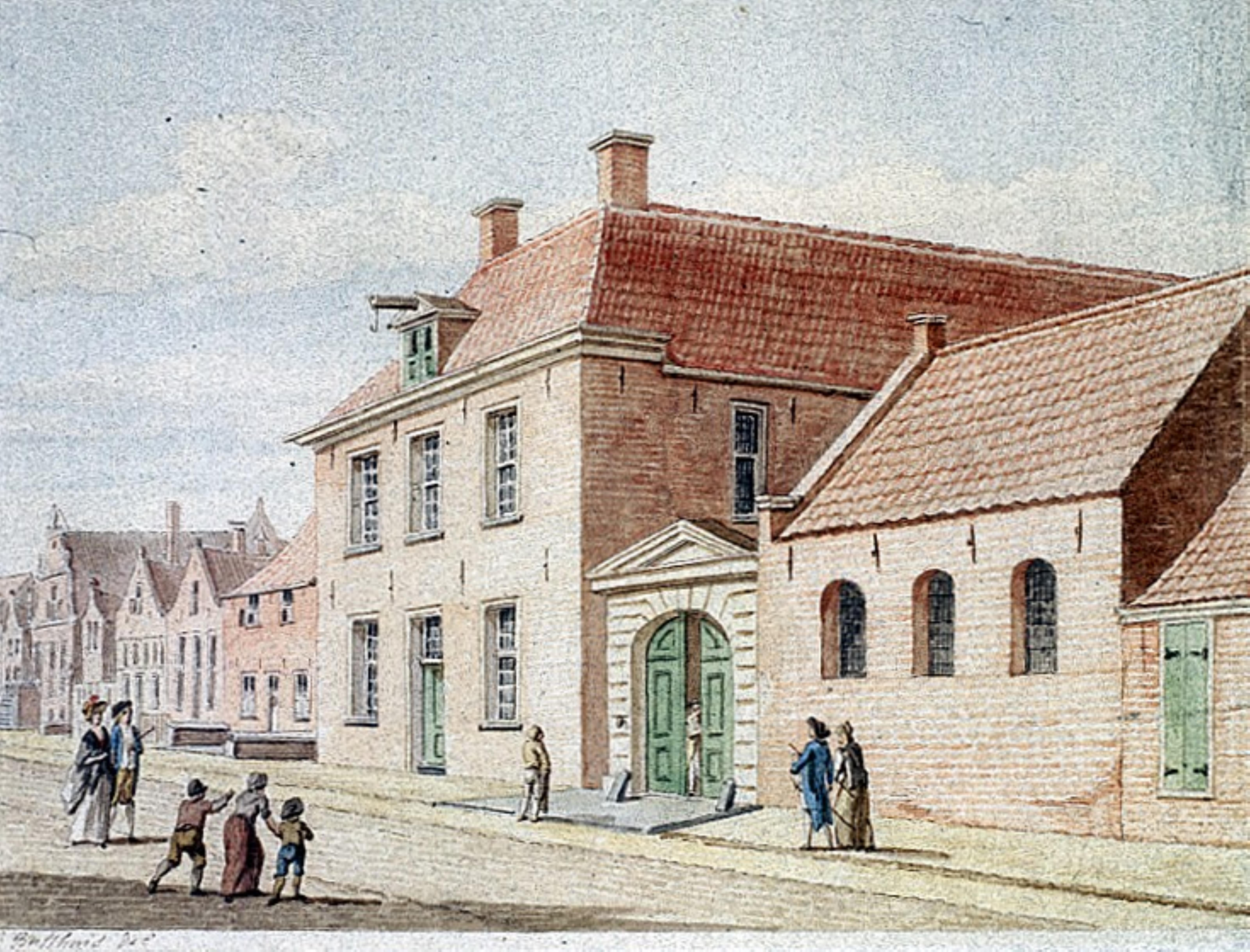
Het Stadswerkhuis aan oostzijde van de Haddingestraat (Jan Bulthuis, 1786). Dit "Werkhuys voor beedelaren en Diaconiearmen" was in gebruik van 1786 tot 1796

De Haddingestraat is een straat in de binnenstad van Groningen. De straat loopt van de Vismarkt tot de Nieuwstad. Van de Nieuwstad tot het Zuiderdiep loopt de straat door als Kleine Haddingestraat. 
De straat is vernoemd naar het geslacht Hardinge, een Drents geslacht dat voor het eerst wordt genoemd in de veertiende eeuw. Uit archeologische vondsten blijkt dat de straat zelf in de elfde eeuw al bestond.
Aan het begin van de straat, op de hoek met de Vismarkt, staan aan beide zijden twee zeer oude panden, waarvan Vismarkt 40 wellicht een steenhuis is geweest. Het achterhuis van dit pand beslaat de gevel langs het begin van de Haddingestraat tot aan de Pelsterdwarsstraat.

## Monumenten
De Haddingestraat telt acht rijksmonumenten en zeven gemeentelijke monumenten. Daarnaast staat er nog een gemeentelijk monument in de Kleine Haddingestraat.
| Adres                   | Bouwjaar     | Beschrijving | Monument  | Foto |
| ----------------------- | ------------ | --- | --------- | ---- |
| Haddingestraat 7        | 19e eeuw     | Pand met verdieping onder zadeldak, natuurstenen schelpenmotieven boven de vensters                                                                             | RM 18479  |      |
| Haddingestraat 9        |              | Drie traveeën breed pand met verdieping, gevel afgesloten met kroonlijst                                                                                        | RM 18480  |      |
| Haddingestraat 15       | 16e eeuw     | Voorhuis in 19e eeuw verhoogd, zadeldak met schildeind | GM 106389 |      |
| Haddingestraat 16       | 15e/16e eeuw | Tweelaags woonhuis met kelder en achterhuis, deels wellicht zelfs 14e-eeuwse zij- en achtergevel, huis met trapgevel te zien ter plekke op kaart Haubois (1643) | GM 102210 |      |
| Haddingestraat 17       | 1878         | Bedrijfspand met wonen | GM 102197 |      |
| Haddingestraat 18       | 1901         | Pakhuis, in 1988 gereastaureerd en verbouwd voor verhuur als appartementen                                                                                      | RM 484652 |      |
| Haddingestraat 19       |              | Vier traveeën pand met verdieping | RM 18481  |      |
| Haddingestraat 21       |              | Drie travee:en brede gevel afgesloten met kroonlijst | RM 18482  |      |
| Haddingestraat 23       | 1696/1874    | Lutherse kerk | RM 18483  |      |
| Haddingestraat 23       | 1925         | Lutherzaaltje | RM 485645 |      |
| Haddingestraat 25-25b   |              | Pastorie van de Lutherse kerk | RM 18484  |      |
| Haddingestraat 27       | 19e eeuw     | Pand, twee verdiepingen met mezzanine, mogelijk oudere kern | GM 102202 |      |
| Haddingestraat 31       |              | Bedrijfspand in de stijl van de nieuwe zakelijkheid | GM 102204 |      |
| Haddingestraat 36       | 15e eeuw     | Eenlaags woonhuis, oorspronkelijk deel van Pelstergasthuis | GM 102216 |      |
| Haddingestraat 38       | 15e eeuw     | Eenlaags woonhuis, oorspronkelijk deel Pelstergasthuis | GM 102217 |      |
| Kleine Haddingestraat 7 | 17e eeuw     | Tweelaags diephuis met schilddak met eenlaags aanbouw | GM 102433 |      |

Achter de Muur · 
Akerkhof · 
Akerkstraat · 
Broerstraat · 
Brugstraat ·
Bruine Ruiterstraat ·
Burchtstraat · 
Butjesstraat ·
Carolieweg ·
Coehoornsingel · 
Donkersgang · 
Driften · 
Emmaplein · 
Folkingestraat · 
Folkingedwarsstraat ·
Ganzevoortsingel · 
Gasthuisstraatje ·
Gedempte Kattendiep ·
Gedempte Zuiderdiep ·
Gelkingestraat ·
Grote Kromme Elleboog ·
Grote Markt ·
Guldenstraat ·
Guyotplein ·
Haddingestraat ·
Haddingedwarsstraat ·
Hardewikerstraat ·
Hereplein · 
Herebinnensingel ·
Heresingel ·
Herestraat ·
Hoekstraat ·
Hofstraat ·
Hoge der A ·
Hoogstraatje ·
Jacobijnerstraat ·
Kleine der A ·
Kattenhage ·
Kleine Kromme Elleboog ·
't Klooster ·
Kostersgang ·
Koude Gat ·
Kreupelstraat ·
Kwinkenplein ·
De Laan ·
Lage der A ·
Lopende Diep ·
Lutkenieuwstraat ·
Marktstraat ·
Martinikerkhof ·
Munnekeholm ·
Muurstraat ·
Naberstraat ·
Nieuwe Boteringestraat ·
Nieuwe Ebbingestraat ·
Nieuwe Kerkhof ·
Nieuwe Kijk in 't Jatstraat ·
Nieuwe Markt ·
Nieuwstad ·
Noorderhaven ·
Oosterstraat ·
Ossenmarkt ·
Oude Boteringestraat ·
Oude Ebbingestraat ·
Oude Kijk in 't Jatstraat ·
Papengang ·
Pausgang · 
Pelsterstraat ·
Peperstraat ·
Poelestraat ·
Praediniussingel ·
Rademarkt ·
Radesingel ·
Reitemakersrijge ·
Rode Weeshuisstraat ·
Schoolstraat · 
Schoolholm · 
Schuitemakersstraat ·
Schuitendiep · 
Sieboldsgang · 
Singelstraat · 
Sint Jansstraat ·
Sint Walburgstraat ·
Spilsluizen ·
Stationsstraat ·
Steentilstraat ·
Stoeldraaierstraat · 
Torenstraat · 
Turfstraat ·
Turfsingel ·
Turftorenstraat ·
Ubbo Emmiussingel ·
Vismarkt ·
Visserstraat ·
Waagstraat ·
Zoutstraat ·
Zwanestraat